# Asa (Texas)
Asa ist ein Ort (populated place) im McLennan County im US-Bundesstaat Texas.
Es liegt auf einer Höhe von 390 Fuß (knapp 119 Meter) an der Kreuzung der Farm Road 2643 und 434.

## Geschichte
Asa war eine der Gemeinden, die an der Old River Road von Waco nach Marlin lagen.
Die Blütezeit der Ortschaft fiel mit der Hochzeit der Baumwollproduktion zusammen. Warner besaß neben vier Farmen in der Umgebung Asas und einem Geschäft eine Anlage zur Baumwollentkernung. Diese Anlage sollte bis 1983 in Betrieb bleiben. Zum Zeitpunkt der Stilllegung hatte Asa über hundert Einwohner, 1990 und 2000 noch 46 Einwohner.

## Name
Der Ort hieß ursprünglich Norwood, erhielt seinen heutigen Namen durch die Texas and New Orleans Railroad. Benannt wurde er nach Asa Woodward Warner, der Ehefrau eines Unternehmers aus Waco.